# Scala Saffir-Simpson
La scala Saffir-Simpson (abbreviato SSHS dall'inglese Saffir–Simpson hurricane scale) è un sistema di misurazione dell'intensità dei cicloni tropicali, messa a punto nel 1969 dai due scienziati statunitensi Herbert Saffir e Robert Simpson.
Articolata in cinque categorie, in dipendenza della velocità del vento, fornisce una misura empirica dell'intensità dei danni che possono essere provocati dallo scatenarsi di un ciclone. Vengono considerati cicloni tropicali dei fenomeni in cui la velocità del vento supera i 33 m/s, ossia 119 km/h; al di sotto di questo valore vengono considerati tempeste tropicali o depressioni tropicali. Al di sotto dei 119 km/h, spesso, i venti vengono valutati usando le 12 categorie della scala Beaufort.
| Categoria      | Velocità in m/s | Velocità in nodi | Velocità in km/h | Velocità in mi/h | Effetti macroscopici |
| -------------- | --------------- | ---------------- | ---------------- | ---------------- | --- |
| 1 - minimo     | 33-42,5         | 64-82            | 119-153          | 74-95            | Danni tutto sommato limitati a barche, alberi, strutture mobili, insegne, tetti. Possono osservarsi limitate inondazioni nelle zone costiere, con risalite non oltre l'altezza di un metro e mezzo. |
| 2 - moderato   | 42,7-49,1       | 83-95            | 154-177          | 96-110           | Danni di una certa rilevanza ad alberi e strutture mobili; danneggiamenti di lieve entità anche agli immobili (finestre, antenne, tetti); le barche rompono gli ormeggi. Nelle zone costiere si possono osservare, a partire da 2-4 ore prima del landfall, inondazioni con acque fino a 2,5 metri oltre il livello medio. Può richiedersi l'evacuazione dei residenti delle zone costiere più basse.                                     |
| 3 - forte      | 49,4-57,7       | 97-112           | 178-208          | 111-129          | Grandi alberi abbattuti, distruzione di strutture mobili, danni di una certa rilevanza alle case. Le basse zone costiere vengono interessate, 3/5 ore prima dell'approssimarsi del centro del ciclone, da inondazioni con acqua fino a 4 metri oltre il normale livello. Richiede l'evacuazione dei residenti delle zone costiere. |
| 4 - fortissimo | 58-69,7         | 113-136          | 209-251          | 130-156          | Gravi danni agli edifici (tetto e muri portanti); alberi, cespugli, insegne e cartelli stradali vengono abbattuti. Le inondazioni delle aree costiere possono presentarsi anche 5 ore prima del landfall del centro del ciclone, raggiungendo altezze prossime a 6 metri oltre il livello medio. Evacuazioni dei residenti delle zone costiere, fino a una decina di chilometri nell'entroterra.                                          |
| 5 - disastroso | >70             | >137             | >252             | >157             | Danni gravissimi agli edifici, che possono anche portare al loro abbattimento; completa distruzione di tutte le strutture mobili e completo abbattimento di alberi, insegne, cartelli stradali. Estese inondazioni nelle zone costiere, che possono superare l'altezza di 6 metri oltre il livello normale; si richiede perciò l'evacuazione massiva di tutti i residenti delle zone costiere pianeggianti, fino a 16 km nell'entroterra. |